# ジュラシック・パークIII (ゲーム)
『ジュラシック・パークIII』（Jurassic Park III）は、2001年にコナミから発売されたアーケードゲーム。

## 概要
同年に公開された映画『ジュラシック・パークIII』を題材としたガンシューティングゲーム。時系列は映画の後日談にあたる。
縦型に湾曲したスクリーンと可動式画面によって、独特の恐怖感や圧迫感を演出しているのが本作の特徴である。

## システム
- プレイヤーはアメリカ陸軍のレンジャー隊員となり、襲い来る恐竜を倒しながら、イスラ・ソルナ島に墜落した飛行機の生存者たちを捜索して救出することが目的となる。弾数は6発で、画面外を撃つことでリロードを行う。

## エリア
- AREA1

最初のエリア。ボスはスピノサウルス。
- AREA2

研究施設の跡地が舞台。ボスはアンキロサウルスとティラノサウルス。
- AREA3

プテラノドンを収容していた鳥小屋が舞台。ボスは大型のプテラノドン。
- AREA4

最終エリア。ボスはスピノサウルス。

## 登場する恐竜
ヴェロキラプトル
ディロフォサウルス
コンプソグナトゥス・トリアシクス
プテラノドン
アンキロサウルス
ティラノサウルス・レックス
スピノサウルス